# دهستان سرخون
دهستان سرخون، یکی از دهستان‌های بخش مرکزی شهرستان بندرعباس در استان هرمزگان ایران است. مرکز این دهستان، روستای سرخون است.

## جمعیت
بر پایه سرشماری عمومی نفوس و مسکن در سال ۱۳۹۵، جمعیت دهستان سرخون برابر با ۷٬۵۴۸ نفر بوده‌است.